# رافاييل موريرا
رافاييل موريرا (بالبرتغالية: Rafael Moreira‏) هو مغني برازيلي، ولد في 3 أغسطس 1974 في Cambará ‏ في البرازيل.

## وصلات خارجية
- الموقع الرسمي
- رافاييل موريرا على موقع ميوزك برينز (الإنجليزية)
- رافاييل موريرا على موقع ديسكوغز (الإنجليزية)